# معاهدة أوريغون

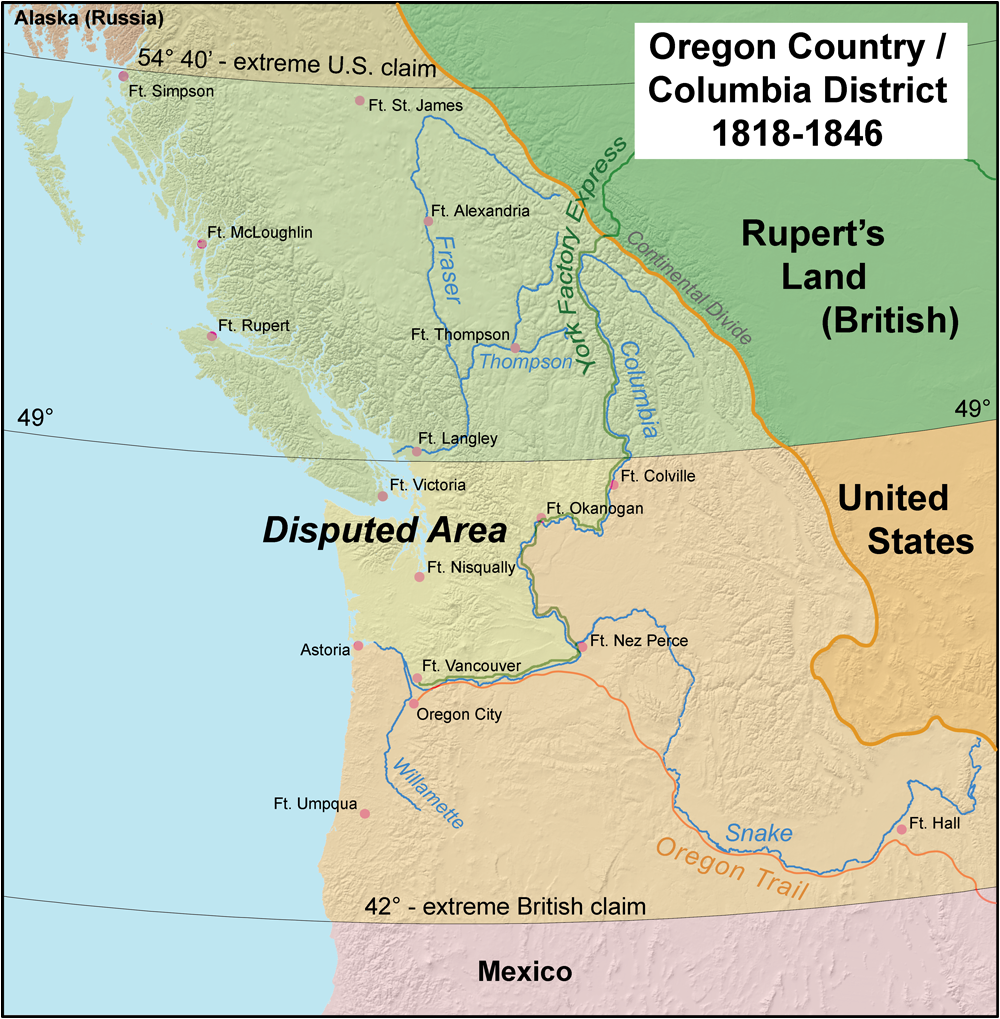
خريطة الأرض محل النزاع

معاهدة أوريغون هي معاهدة بين المملكة المتحدة والولايات المتحدة وقعت في 15 يونيو 1846 في واشنطن العاصمة في زمن رئاسة جيمس بولك، ووضعت المعاهدة حدا لنزاع أوريغون الحدودي عن طريق تسوية المطالب الأمريكية والبريطانية في التنافس على أرض أوريغون؛ وكانت المنطقة تخضع لاحتلال مشترك من بريطانيا والولايات المتحدة منذ معاهدة 1818.

## الخلفية
حددت معاهدة 1818 الحدود بين الولايات المتحدة الأمريكية وأمريكا الشمالية البريطانية على طول خط العرض 49 شمالا من ولاية مينيسوتا إلى «جبال ستوني»  (المعروفة الآن باسم جبال روكي). وعرفت المنطقة الغربية من تلك الجبال للأمريكيين باسم أرض أوريغون وللبريطانيين باسم قسم كولومبيا أو مقاطعة كولومبيا من شركة خليج هدسون. (وشملت أيضا الجزء الجنوبي من منطقة أخرى لصيد الفراء وهي كاليدونيا الجديدة). نصت المعاهدة على السيطرة المشتركة للبلدين على تلك الأرض لمدة عشر سنوات. ويمكن لكلا البلدين المطالبة بالأرض ويضمن لهما حرية الملاحة في جميع أنحاء تلك الأرض.
لم يعد الجانبان يوافقان على السيطرة المشتركة. وبعد أن رفض وزير بريطاني عرض الرئيس الأمريكي جيمس بولك تسوية الحدود على خط العرض 49 شمالا، دعا التوسعيون الديمقراطيون إلى ضم المنطقة بأكملها إلى خط العرض 54 درجة و 40 ثانية شمالا، وهو الحد الجنوبي لإقليم أمريكا الروسية على النحو الذي حددته معاهدات موازية بين الإمبراطورية الروسية والولايات المتحدة (1824) وبريطانيا (1825). ومع ذلك، اندلعت الحرب المكسيكية الأمريكية في أبريل 1846 والتي شتتت انتباه الولايات المتحدة ومواردها العسكرية، فتم التوصل إلى حل وسط في المفاوضات الجارية في واشنطن العاصمة، وتم تسوية هذه المسألة من قبل إدارة بولك لتجنب خوض حربين في نفس الوقت وكذلك خوض حرب ثالثة مع القوة العسكرية الهائلة لبريطانيا العظمى في أقل من سبعين عاما.

## المفاوضات
تم التفاوض على المعاهدة من قبل وزير الخارجية الأمريكي جيمس بوكانان، الذي أصبح رئيسا فيما بعد، وريتشارد باكنهام، المبعوث البريطاني إلى الولايات المتحدة وعضو المجلس البريطاني الخاص بالملكة فيكتوريا؛ كان جورج هاملتون غوردون الإيرل الرابع لأبردين في ذلك الوقت وزير الخارجية، وكان هو المسؤول عن الوثيقة في البرلمان. تم التوقيع على المعاهدة في 15 يونيو 1846، وأنهت الاحتلال المشترك مع بريطانيا العظمى وجعل مواطني منطقة أوريغون تحت خط 49 شمالا مواطنين أمريكيين.
وحددت معاهدة أوريغون الحدود الأمريكية والبريطانية في أمريكا الشمالية عند خط العرض 49 باستثناء جزيرة فانكوفر التي احتفظ بها البريطانيون كاملة. تم إدخال جزيرة فانكوفر، مع جميع الجزر الساحلية، ضمن مستعمرة جزيرة فانكوفر في عام 1849. تم تنظيم الجزء الأمريكي من المنطقة ليكون إقليم أوريغون في 15 أغسطس 1848، وتم فصل جزء منه ليشكل إقليم واشنطن في عام 1853. بقي الجزء البريطاني غير منظم حتى عام 1858 عندما تأسست مستعمرة كولومبيا البريطانية بعد حمى الذهب في فريزر كانيون والمخاوف من النوايا التوسعية للولايات المتحدة. تم دمج المستعمرتين البريطانيين في عام 1866 لتكون المستعمرات المتحدة لجزيرة فانكوفر وكولومبيا البريطانية. عندما انضمت مستعمرة كولومبيا البريطانية إلى كندا في عام 1871، أصبحت حدود الخط 49 شمالا والحدود البحرية التي أنشأتها معاهدة أوريغون هي الحدود الكندية الأمريكية.

## تعاريف المعاهدة
حددت المعاهدة الحدود في مضيق خوان دي فوكا من خلال القناة الرئيسية. ولم يتم تعريف «القناة الرئيسية»، مما أدى إلى المزيد من النزاعات في جزر سان خوان في عام 1859. ومن بين الأحكام الأخرى:
- تظل الملاحة في «القنوات والمضائق، جنوب خط العرض 49 شمالا، حرة ومفتوحة لكلا الطرفين».
- تحتفظ «شركة مضيق بوجيت الزراعية» (وهي شركة تابعة لشركة خليج هدسون) بحقها في ممتلكاتها شمال نهر كولومبيا، وسيتم تعويضها عن الممتلكات التي تم تسليمها إذا طلبت من الولايات المتحدة.
- سيتم احترام حقوق شركة خليج هدسون وجميع الرعايا البريطانيين جنوب الحدود الجديدة.[5]

## القضايا الناشئة عن المعاهدة
أدى الغموض في صياغة معاهدة أوريغون فيما يتعلق بمسار الحدود الذي اتبع «أعمق قناة» إلى مضيق خوان دي فوكا وما بعده إلى المحيط المفتوح إلى قيام ما سمي حرب الخنزير؛ وهو نزاع حدودي آخر في عام 1859 على جزر سان خوان. وقد تم حل النزاع سلميا بعد عقد من المواجهة والتهديدات العسكري، حيث طالبت السلطات البريطانية المحلية خلالها على لندن بالاستيلاء على كامل منطقة مضيق بوجيت، حيث كان الأمريكيون منشغلين في حربهم الأهلية. لم يتم حل نزاع سان خوان حتى عام 1872؛ عندما قام احتكم الإمبراطور الألماني فيلهلم الأول بموجب معاهدة واشنطن (1871)، بأن اختار الحدود البحرية التي فضلتها الولايات المتحدة عبر مضيق هارو، إلى الغرب من الجزر، على الحدود البريطاني في مضيق روزاريو الذي يقع شرقا.
وكان من النتائج غير المقصودة للمعاهدة أيضا وضع منطقة بوينت روبرتس في واشنطن على الجانب «الخطأ» من الحدود. حيث كانت شبه جزيرة تنبثق جنوبا من كندا إلى خليج باونداري، حيث أنها تقع جنوب خط العرض 49، وهو ما جعلها جزء منفصلا عن الولايات المتحدة.

### بيلبوغرافيا
- Winston S. Churchill (1958). The Great Democracies. A History of the English-Speaking Peoples. ج. 4.

## وصلات خارجية
- Map of North America at time of Oregon Treaty at omniatlas.com